# Olav Skjevesland

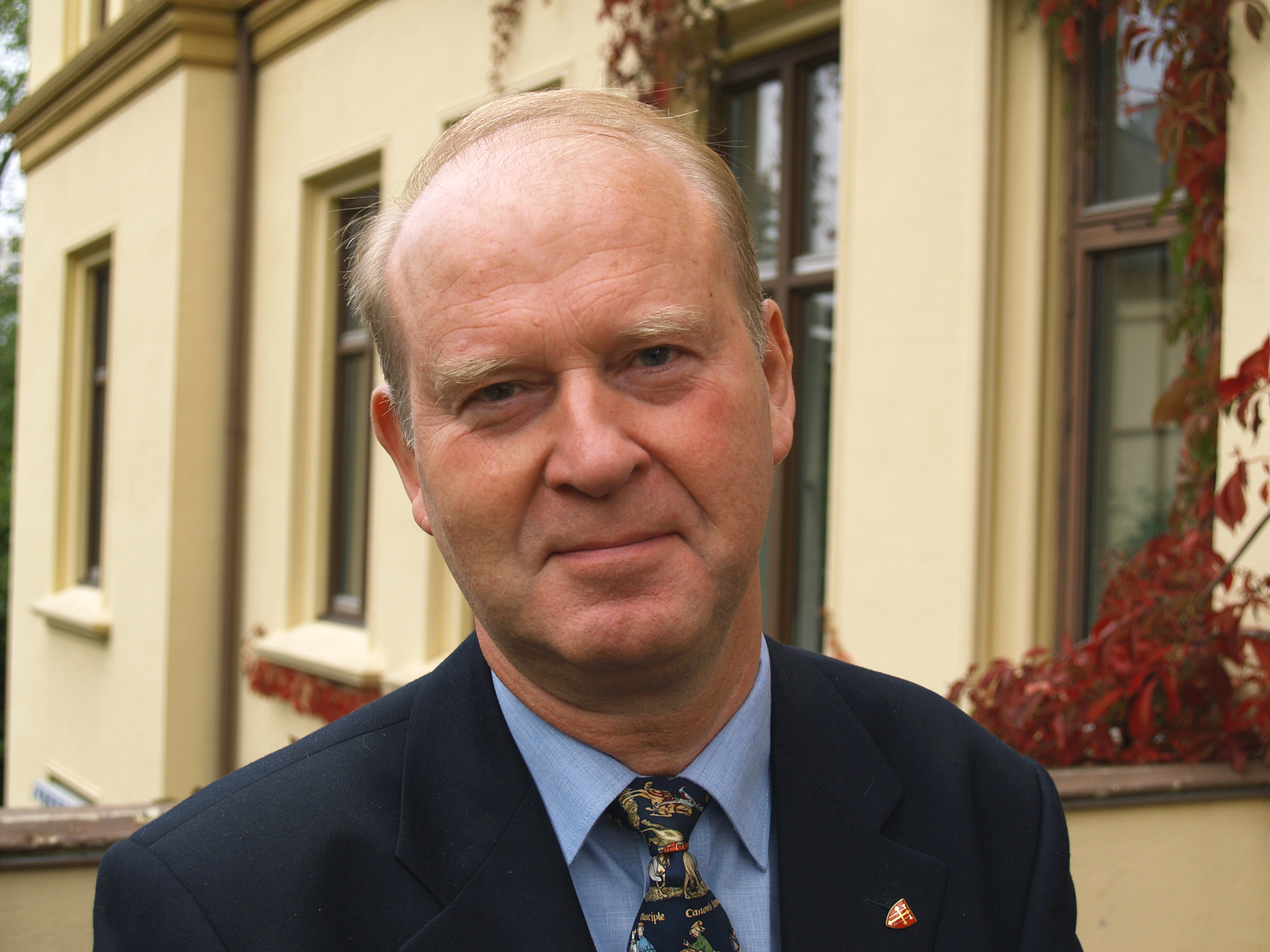
Olav Skjevesland
Foto: Kirkens informasjonstjeneste

Olav Skjevesland (* 31. Mai 1942 in Drøbak; † 8. September 2019) war bis zu seiner Emeritierung im Jahr 2012 ein Bischof der evangelisch-lutherischen Norwegischen Kirche.
Skjevesland studierte Evangelische Theologie an der Menighetsfakultet (Gemeindefakultät) in Oslo und legte 1967 das theologische Kandidatenexamen ab. Nach seiner Ordination 1969 war er unter anderem in Gemeinden in Oslo und Nøtterøy und als Dozent am Diakonhjemmet tätig. 1979 kehrte er als Lektor an die Menighetsfakultet zurück und wirkte dort ab 1981 als Rektor des praktisch-theologischen Seminars, ab 1994 als Professor für Praktische Theologie. 1998 wurde er zum Bischof des südnorwegischen Bistums Agder (seit 2005 Bistum Agder und Telemark) gewählt. Er trat sein Amt zum 1. Januar 1999 an und ging 2012 in den Ruhestand. Von 2006 bis 2010 war er gewählter Vorsitzender der Bischofskonferenz (norw. Preses i bispemøtet).

## Schriften (Auswahl)
- Levende kirke. Om nådegaver, tjenester og menighetsbygging. Luther, Oslo 1984.
- Huset av levende steiner. En teologi for menighetsoppbygging. Verbum, Oslo 1993.
- Det skapende ordet. En prekenlære. Universitetsforlaget, Oslo 1995; 2. Auflage 1997.
- Morgendagens menighet ledelse og livsform. Verbum, Oslo 1998.
- Tro og tradisjon i ny tid. Kirken ved et tideverv. Luther, Oslo 2003.